# Magyaregres
Magyaregres là một thị trấn thuộc hạt Somogy, Hungary. Thị trấn này có diện tích 14,4 km², dân số năm 2010 là 657 người, mật độ 46 người/km².